# Bürgerturm (Neuenstein)

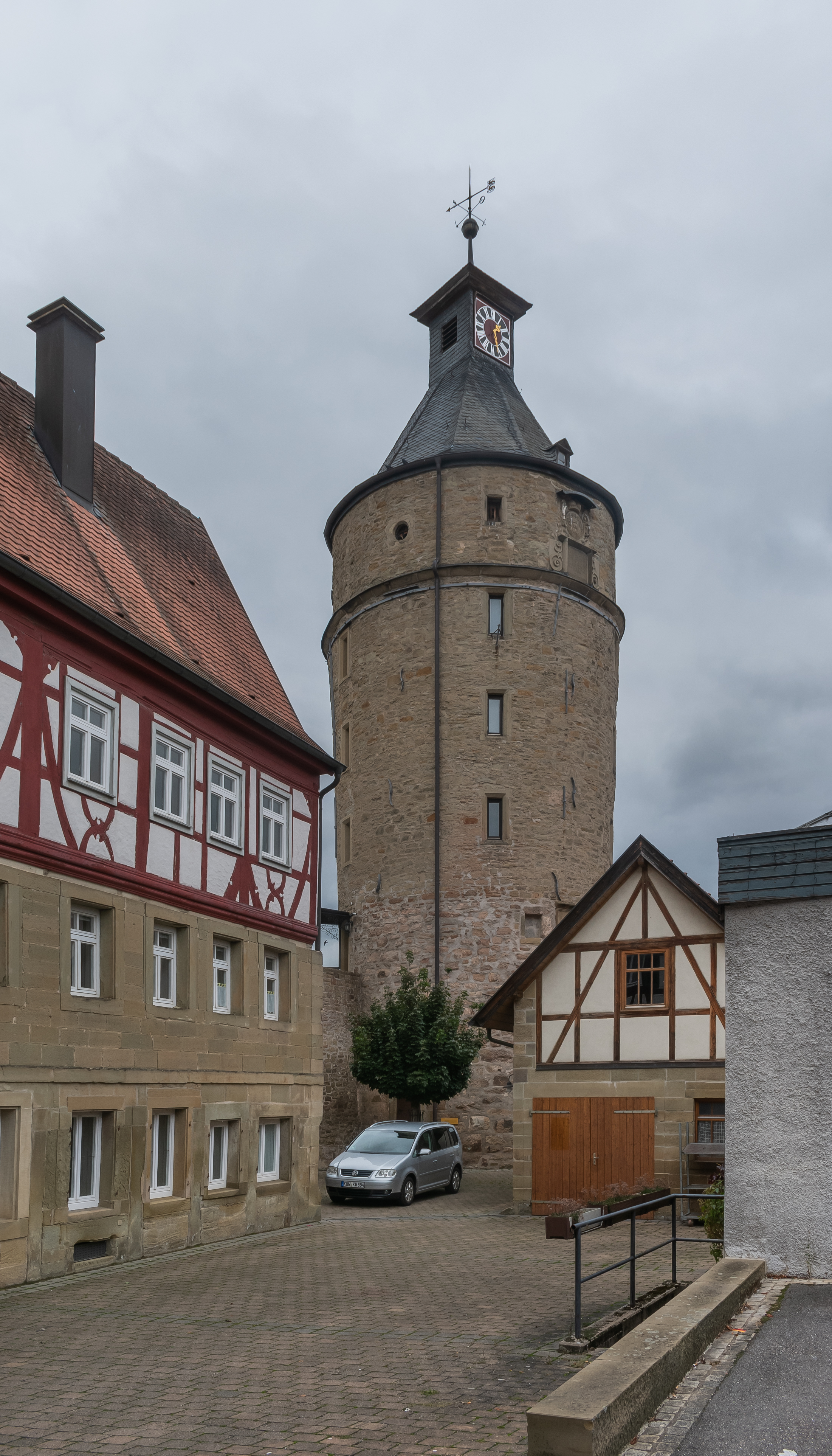
Der Bürgerturm

Der Bürgerturm in Neuenstein im Hohenloher Land ist ein Überbleibsel der ehemaligen Stadtbefestigung. Heute dient er als Aussichtsturm, als Wanderheim und als Vereinsheim der Neuensteiner Ortsgruppe im Schwäbischen Albverein.

## Geschichte
Der Bürgerturm wurde 1620 unter Leitung des hohenloheschen Baumeisters Georg Kern erbaut, um die Befestigung der Stadt zu Beginn des Dreißigjährigen Kriegs zu verbessern. Er ersetzte einen Vorgängerbau an gleicher Stelle. Der runde, 26 Meter hohe Turm war der Hauptturm der Stadtbefestigung, da er an deren höchster Stelle, in der Nordostecke der Stadtmauer, stand. Aus diesem Grunde wurde er auch Oberer Torturm genannt, andere Namen waren Bärcher- oder Seilturm. Der Turm sollte jedoch nie in größere Kampfhandlungen verwickelt werden.
Nach dem Dreißigjährigen Krieg diente der Turm zeitweise als Armenwohnung und als Unterkunft für den Nachtwächter und andere städtische Bedienstete. 1835 war der Turm so baufällig, dass über seinen Abriss nachgedacht wurde. Wegen seiner Funktion als Wahrzeichen der Stadt blieb er jedoch erhalten, nur die welsche Haube auf dem Turmdach wurde 1836 abgebrochen. 1900 musste der Turm erneut renoviert werden, wobei er zur Befestigung mit einem eisernen Reif umgeben wurde.
1911 machte die Stadt Neuenstein den Turm dem ortsansässigen Fürsten Christian Kraft anlässlich seines 75. Geburtstags zum Geschenk. Möglicherweise handelte es sich bei dieser Schenkung um eine Art „weißen Elefanten“, da die Instandhaltung des Turms der Stadt zuvor hohe Kosten verursacht hatte. In den 1970er Jahren renovierte der damalige Fürst, Kraft zu Hohenlohe-Öhringen, den Turm und übergab ihn dem Schwäbischen Albverein. Dessen Ortsgruppe baute ihn bis 1982 in ein Wanderheim um.

## Heutige Nutzung
Der Turm dient heute als Wanderheim, Vereinsheim der SAV-Ortsgruppe Neuenstein und als Aussichtsturm. Die Aussicht reicht über Teile der Hohenloher Ebene bis hin nach Waldenburg, im Süden ist sie durch die wenige Kilometer hinter Neuenstein beginnenden Höhen des Schwäbisch-Fränkischen Waldes begrenzt.